# Hankovce (powiat Humenné)
Hankovce – wieś (obec) na Słowacji położona w kraju preszowskim, w powiecie Humenné. Pierwsze wzmianki o miejscowości pochodzą z roku 1567.
Według danych z dnia 31 grudnia 2010, wieś zamieszkiwało 549 osób, w tym 267 kobiet i 282 mężczyzn.
W 2001 roku względem narodowości i przynależności etnicznej Słowacy stanowili 99,32% populacji, a Czesi 0,51%.